# Kortläsare
Kortläsare är en apparat som läser av lagrad information på kort som exempelvis kontokort, låskort eller minneskort. Ordet är belagt i svenska språket sedan 1957.

## Bildexempel på kortläsare

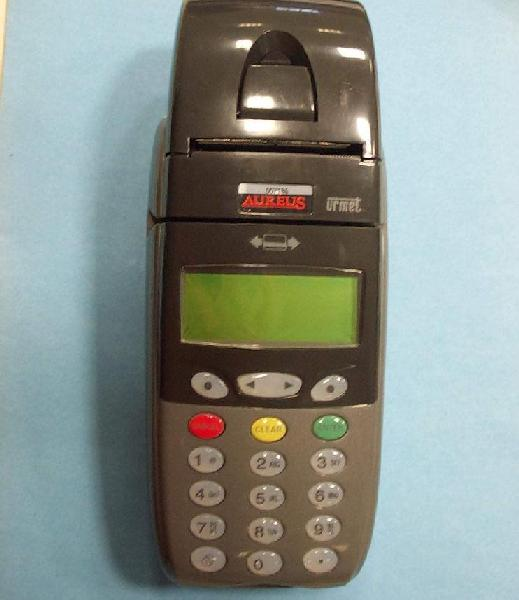
En kortläsare för kontokort.
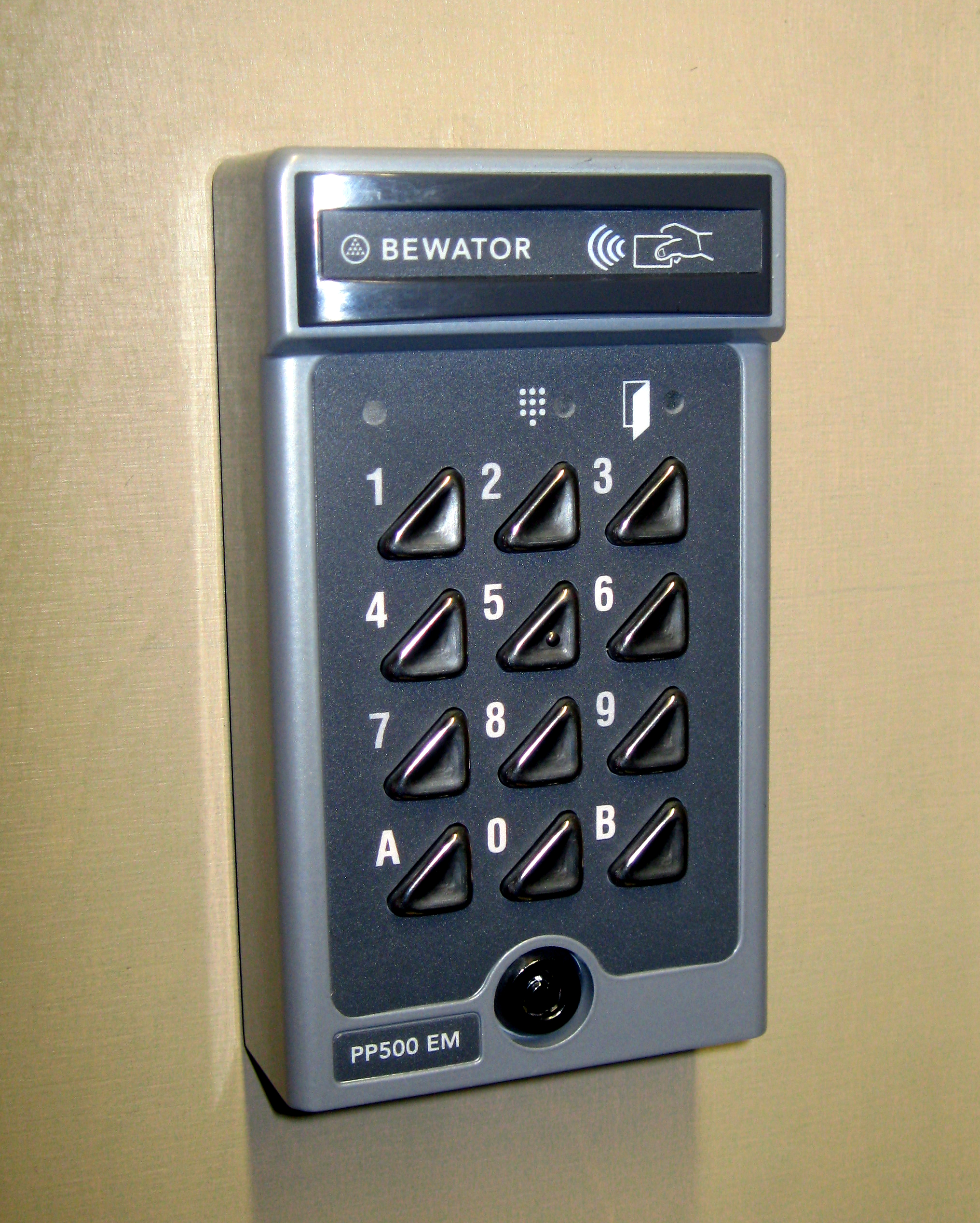
Ett kodlås med kortläsare för passerkort.
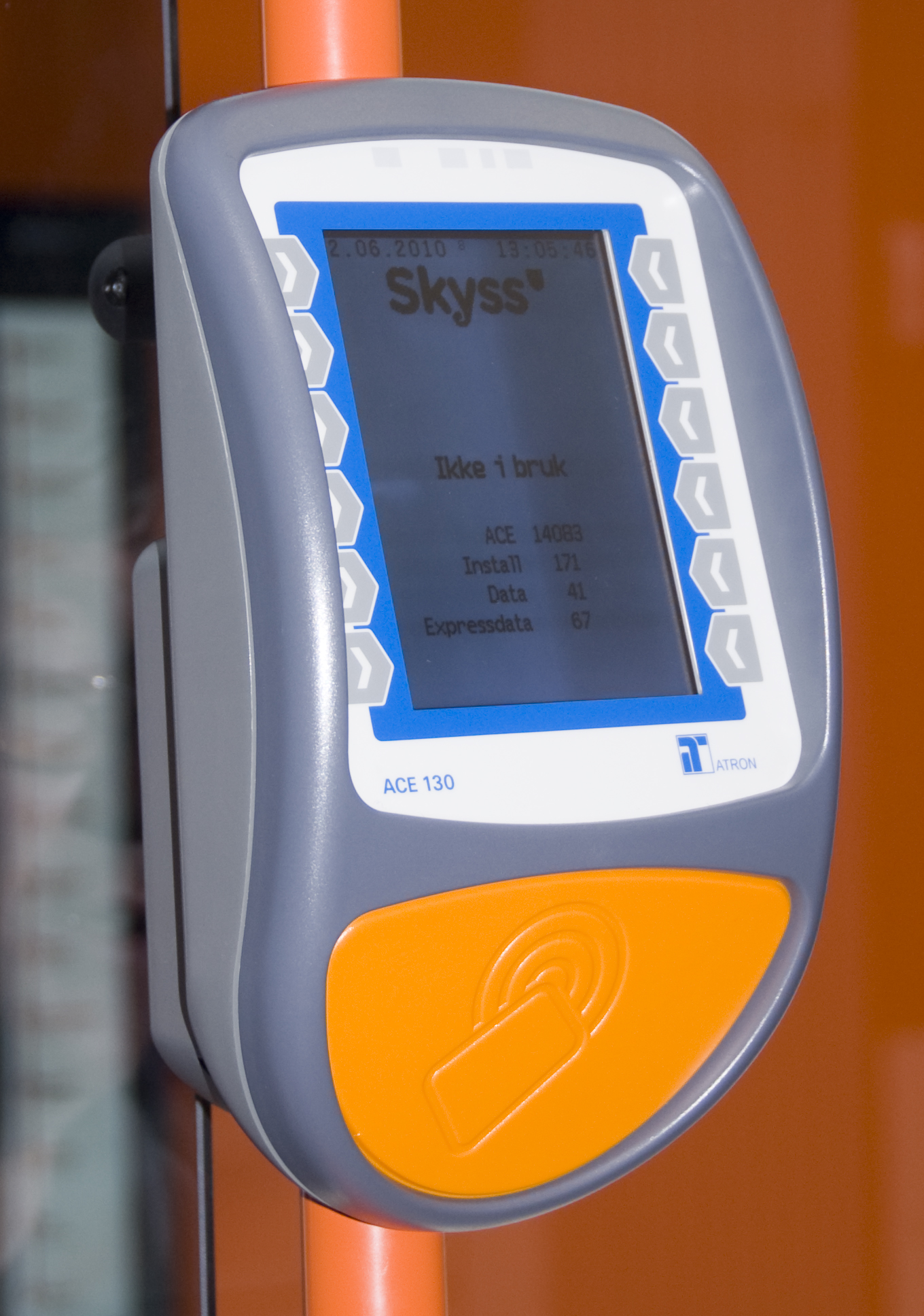
En biljettvalidator kan bland annat läsa av pendlarkort.
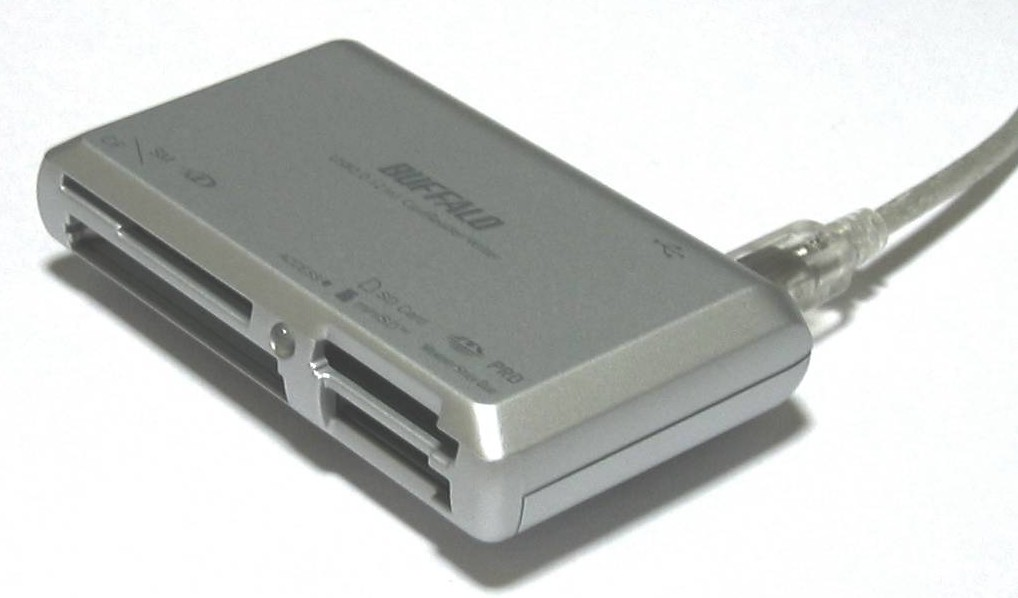
USB-ansluten minneskortsläsare för flera olika typer av minneskort.